# Arrondissement de Valognes
Pour les articles homonymes, voir Valognes.
L'arrondissement de Valognes est une ancienne subdivision administrative française du département de la Manche créée le 17 février 1800 et supprimée le 10 septembre 1926, héritière du bailliage de Valognes de l'Ancien Régime, et dont la sous-préfecture était Valognes.  

## Composition
À sa création, l'arrondissement de Valognes comprenait les cantons de Barneville, Beaumont, Bricquebec, Cherbourg, Montebourg, Octeville, Les Pieux, Quettehou, Sainte-Mère-Église, Saint-Pierre-Église, Saint-Sauveur-sur-Douves et Valognes.
Après la création de l'arrondissement de Cherbourg en 1811, il était composé des cantons de Barneville-sur-Mer, Bricquebec, Montebourg, Quettehou, Sainte-Mère-Église, Saint-Sauveur-le-Vicomte et Valognes.
Valognes perdit son statut de sous-préfecture le 10 septembre 1926, et les cantons furent rattachés à l'arrondissement de Cherbourg et à l'arrondissement de Coutances pour le canton de Barneville et le canton de Saint-Sauveur-le-Vicomte.
En 1831, sa population est de 95 660 habitants qui payent 146 548 FRF de contributions foncière et mobilière.

## Administration

### Sous-préfets
| Période           | Période           | Identité                            | Fonction précédente                             | Observation                                                                |
| ----------------- | ----------------- | ----------------------------------- | ----------------------------------------------- | -------------------------------------------------------------------------- |
|                   |                   |                                     |                                                 |                                                                            |
| 25 juillet 1843   | 19 mars 1847      | Jean Poussou de Fonbrune            | Sous-préfet de Bagnères-de-Bigorre              | Nommé sous-préfet de La Tour-du-Pin                                        |
|                   |                   |                                     |                                                 |                                                                            |
| 1er décembre 1851 | 2 juillet 1853    | Camille de Taffanel de la Jonquière | Sous-préfet de La Châtre                        | Nommé sous-préfet de Châtillon-sur-Seine                                   |
|                   |                   |                                     |                                                 |                                                                            |
| 27 juin 1881      | 22 décembre 1884  | Marie-Louis Masquelez               | Conseiller de préfecture de Vaucluse            | Mis en disponibilité sur sa demande                                        |
| 22 décembre 1884  | 8 juin 1891       | Oscar Leménicier                    | Conseiller de préfecture du Calvados            | Nommé sous-préfet d'Avranches                                              |
| 8 juin 1891       | 19 janvier 1893   | François Ramonet                    | Sous-préfet de Quimperlé                        | Nommé sous-préfet de Limoux                                                |
| 19 janvier 1893   | 13 septembre 1897 | Jean Chapron                        | Sous-préfet de Limoux                           | Nommé sous-préfet d'Issoudun                                               |
| 13 septembre 1897 | 8 novembre 1901   | René Villault-Duchesnois            |                                                 | Démissionnaire                                                             |
| 8 novembre 1901   | 9 décembre 1902   | George Conor                        |                                                 | Mis en disponibilité sur sa demande                                        |
| 9 décembre 1902   | 7 janvier 1906    | Armand Kermorgant                   |                                                 | Nommé sous-préfet de Nogent-sur-Seine                                      |
| 7 janvier 1906    | 30 mai 1913       | Jean Labrégère                      | Conseiller de préfecture de la Manche           | Nommé secrétaire général de la préfecture de Seine-et-Marne                |
| 30 mai 1913       | 15 juillet 1914   | Georges Ducruzel                    | Sous-préfet de Saint-Affrique                   | Nommé sous-préfet de Villefranche                                          |
| 15 juillet 1914   | 29 mars 1915      | Paul Vidal                          | Sous-préfet de Vitry-le-François                | Mobilisé                                                                   |
| 24 avril 1915     | 4 novembre 1917   | Joseph Godefroy                     | Sous-préfet de Mortain                          | Nommé secrétaire général de la préfecture d'Indre-et-Loire                 |
| 4 novembre 1917   | 15 décembre 1917  | Jean Causeret                       |                                                 | Non installé, toujours mobilisé                                            |
| 10 janvier 1918   | 1er août 1922     | Raoul Moreau                        |                                                 | Nommé sous-préfet de Mamers                                                |
| 1er août 1922     | 26 octobre 1925   | Jean-Baptiste Sauviat               | Sous-préfet de Lavaur                           | Nommé secrétaire général de la préfecture du Finistère                     |
| 26 octobre 1925   | 22 septembre 1926 | Alexis Vrin                         | Rédacteur principal au ministère de l'Intérieur | Rattaché à la préfecture de la Manche à la fermeture de la sous-préfecture |

### Le Conseil d'arrondissement
La composition de ce Conseil qui siégeait près du sous-préfet, à titre consultatif, a été la suivante pour les dates connues :
| Canton                   | Période   | Identité                      | Commune domicile      | Qualité              |
| ------------------------ | --------- | ----------------------------- | --------------------- | -------------------- |
| Valognes                 | 1897-1905 | Paul-Émile Mariette-Boisville | Valognes              | Maire                |
| Valognes                 | 1897      | Auguste Hamel                 | Montaigu-la-Brisette  | Maire                |
| Barneville               | 1897      | Lecannelier                   | Barneville            | Ancien avoué         |
| Bricquebec               | 1897      | Pergeaux                      | Bricquebec            | Conseiller municipal |
| Montebourg               | 1897      | Buhot                         | Le Ham                | Maire                |
| Quettehou                | 1897      | Leroy                         | Saint-Vaast-la-Hougue | Négociant            |
| Quettehou                | 1897      | Glatigny                      | Quettehou             | Maire                |
| Sainte-Mère-Église       | 1897      | d'Aigneaux                    | Sainte-Mère-Église    | Propriétaire         |
| Saint-Sauveur-le-Vicomte | 1897      | Varengue                      | Hautteville-Bocage    | Maire                |